# Apokopa (muzyczna figura retoryczna)
Apokopa, także apocope (odcięcie, ucięcie) – muzyczna figura retoryczna wyrażająca przerwanie wypowiedzi.
Charakteryzuje się nagłym zanikiem głosu lub zakończeniem frazy np. na słabej części taktu.